# Кейти Бойл
Катерина Ирене Мария Бойл, леди Сондерс (англ. Caterina Irene Elena Maria Boyle, Lady Saunders) (урождённая Империали дей Принчипи ди Франкавилла (итал. Imperiali dei Principi di Francavilla); 29 мая 1926, Флоренция, Тоскана, Италия — 20 марта 2018, Лондон, Англия, Соединённое Королевство), наиболее известная как Кейти Бойл (англ. Katie Boyle) — британская актриса итальянского происхождения, а также писательница, радио- и телеведущая, участница игровых шоу и активистка по защите прав животных. Она стала широко известной после того, как четыре раза выступила в качестве ведущей песенного конкурса «Евровидение» в 1960, 1963, 1968 и 1974 годах, из которых первые три проходили в Лондоне, а последний — в Брайтоне, Англия. Также она вела колонку советов и отвечала на вопросы читателей в программе «TVTimes».

## Ранние годы, карьера модели и в кино
Кейти Бойл родилась в королевском дворце во Флоренции, Тоскане, Италии, который когда-то принадлежал итальянской королевской семье. Она была дочерью итальянского маркиза Диметрио Империали ди Франкавиллы и его английской жены Дороти Кейт Рамсден. В 1946 году она переехала в Соединённое Королевство и начала карьеру модели, включая в таких изданиях как «Vogue». Она также появилась в нескольких фильмах 1950-х годов: самый первый — «Старая мать Райли, Директриса» (1950), в котором она сыграла Кэтрин Карлтон, далее последовал фильм «Я никогда не забуду тебя» (в титрах не указана, 1951), «Дневник майора Томпсона» (снятый во Франции в 1955 году), «Не требуется в путешествии» (1957), «Правда о женщинах» (также 1957), «Намерение убить» (1958). Она принимала конкурс в 1974 году без нижнего белья: оно было отрезано из-под её атласного платья за несколько мгновений до начала трансляции. Она также была ведущей на отборочном конкурсе британских исполнителей «A Song for Europe» в 1961 году.

## Радио и телевидение
На протяжении 1950-х годов Кейти Бойл непрерывно работала в качестве диктора на «Би-би-си». Десятилетие спустя она стала телеперсоной, регулярно появлявшейся в развлекательных шоу и программах, таких как «What’s My Line?», «Juke Box Jury» и в медицинском игровом шоу «Lance That Boyle», в котором она появилась вместе с комиком Лэнсом Персивалем. Бойл четыре раза была ведущей на песенном конкурсе «Евровидение» в 1960, 1963, 1968 и в 1974 годах, все из которых проходили на территории Соединённого Королевства. В 1960-х годах она неоднократно появлялась в телерекламах мыла «Camay».
В 1982 году она сыграла саму себя в радиошоу «The Competition» на Би-би-си, в котором рассказывалась история вымышленного международного песенного конкурса, проводимого в Бридлингтоне. Кейти Бойл была почётным гостем на встречах фан-клуба «Евровидения», организованных в 1988 и 1992 годах, а также появилась на конкурсе песни «Евровидения» в 1998 году, проходившего в Бирмингеме, в качестве специального гостя «Би-би-си». Другие её работы включают театр, телевидение («What’s Up Dog?») и радио («Katie and Friends»). В 2004 году Бойл была гостем на спецвыпуске программы «Weakest Link», посвящённому «Евровидению», на телеканале «BBC One» с телеведущей Энн Робинсон. Бойл стала первой и на сегодняшний день — единственной участницей, когда-либо голосовавшей за исключение самой себя из программы.

## Личная жизнь
В 1947 году она вышла замуж за Ричарда Бентинка Бойла — наследника восьмого графа Шеннона. Брак был расторгнут в 1955 году, но Кейти оставила фамилию бывшего супруга — Бойл. Спустя год она вышла замуж за Гревилла Бейлиса. Их брак продлился до самой его смерти в 1976 году. В 1979 году она заключает брак с театральным импресарио с сэром Питером Сондерсом, который скончался в 2003 году. В работе «Queen Elizabeth II: A Woman Who Is Not Amused» Николаса Дэвиса утверждается, что у Бойл были длительные отношения с принцем Филиппом в 1950-х годах. Она заявила на телеканале «Би-би-си» телеведущему Джайлзу Брандрету: «Это — смехотворно, чистая выдумка. Когда это появляется в печати, то люди в это верят. Вы не можете подать в суд, потому что это раздувает пламя, поэтому вам просто нужно смириться с тем, что люди говорят о вас полную ложь». Большую часть своей трудовой жизни её менеджером был Банни Льюис, и она была членом комитета приюта для собак Баттерси более 25 лет. Она умерла дома во вторник 20 марта 2018 года.

## Фильмография

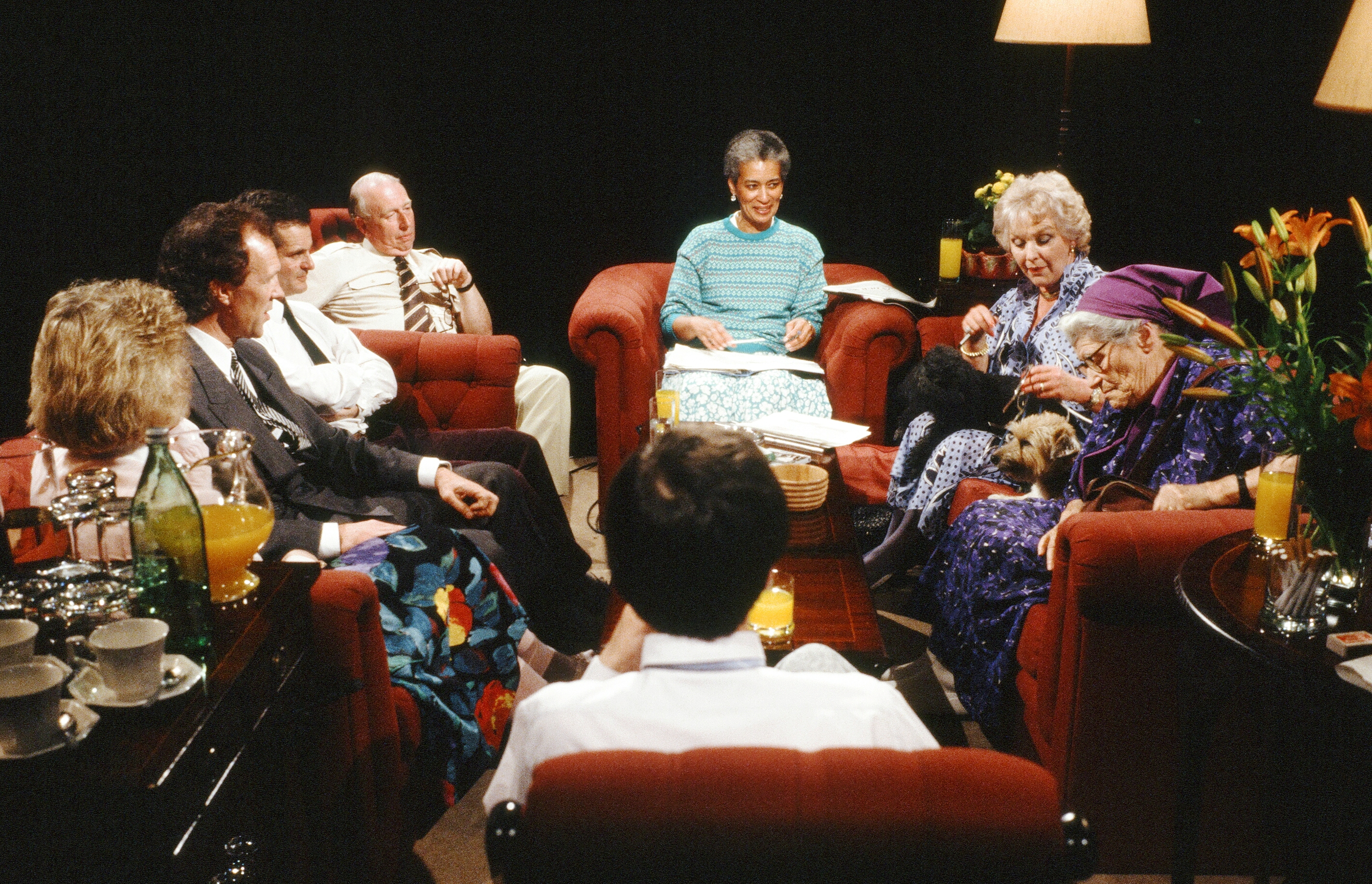
Кейти Бойл вместе со своими собаками и другими, включая Мириам Луизу Ротшильд и Фрэнка Эванса на передаче «After Dark» в 1988 году.

| Год  | Название                      | Роль              | Примечание          |
| ---- | ----------------------------- | ----------------- | ------------------- |
| 1950 | Старая мать Райли, Директриса | Мисс Эштон        |                     |
| 1951 | Я никогда не забуду тебя      | Девушка           | Не указана в титрах |
| 1955 | Дневник майора Томпсона       | Небольшая роль    |                     |
| 1957 | Правда о женщинах             | Дайана            |                     |
| 1957 | Не требуется в путешествии    | Джули Хейнс       |                     |
| 1958 | Намерение убить               | Маргарет Маклорин |                     |
| 1959 | Первая любовь                 | Лусиана           |                     |